# Roggel en Neer
Roggel en Neer este o fostă comună în provincia Limburg, Țările de Jos. Era numită după principalele localități: Roggel și Neer; și mai conținea și localitatea Heibloem. Din 2007 teritoriul comunei a fost inclus în noua comună Leudal. 
1. ↑   https://gemeentegeschiedenis.nl Lipsește sau este vid: |title= (ajutor)